# Maithripala Sirisena
Pallewatte Gamaralalage Maithripala Yapa Sirisena (được biết tới với tên Maithripala Sirisena; tiếng Tamil: மைத்திரிபால சிறிசேன; sinh 3 tháng 9 năm 1951) là một chính trị gia Sri Lanka và là tổng thống thứ 7 của Sri Lanka. Ông bắt đầu  sự nghiệp chính trị vào năm 1978 và đã giữ nhiều chức vụ bộ trưởng từ năm 1994. Ông là Tổng thư ký đảng tự do Sri Lanka và bộ trưởng bộ Y tế cho đến tháng 11 2014, khi ông tuyên bố tranh cử tổng thống 2015 như là ứng cử viên của liên minh đối lập. Ông cũng từng là bộ trưởng quốc phòng tạm thời nhiều lần. Vào ngày 9 tháng 1 2015, Maithripala Sirisena được bầu làm tổng thống sau khi đã đánh bại tổng thống đương quyền Mahinda Rajapaksa trong cuộc bầu cử tổng thống Sri Lanka 2015.

## Tiểu sử
Sirisena sinh năm 1951 trong một gia đình nông dân và lớn lên ở huyện Polonnaruwa. Cha ông, Albert Sirisena, đã từng tham dự thế chiến thứ Hai, mà được thưởng 5 mẫu ruộng ở Polonnaruwa gần Parakrama Samudra. Sau khi học nghề 3 năm về nông nghiệp, ông trở thành thành viên của đoàn thanh niên đảng tự do Sri Lanka (SLFP). Năm 1980 ông lấy bằng cử nhân khoa học chính trị  tại  viện văn chương Maxim Gorky ở Liên Xô.

## Sự nghiệp chính trị
Sau khi làm việc một thời gian trong hợp tác xã nông nghiệp, từ năm 1978 ông bắt đầu hoạt động chính trị tích cực. 1979 ông được bầu làm bí thư đảng huyện SLFP và từ  1983 chủ tịch đoàn thanh niên SLFP Sri Lanka. 1989 ông được bầu làm đại biểu quốc hội cho khu tuyển cử Polonnaruwa, cũng như những lần bầu cử sau đó 1994, 2000, 2001, 2004 và 2010. Giữa năm 1997 và 2001 cũng như từ 2004 tới 2014 ông đã là bộ trưởng nhiều bộ khác nhau trong chính phủ, bộ sau cùng là bộ Y tế. Từ tháng 6 2001 cho đến 21 tháng 11 2014 ông là tổng thư ký đảng SLFP.
Bất ngờ vào ngày 21 tháng 11 2014, Sirisena trong một cuộc họp báo tuyên bố tranh cử tổng thống cho phe đối lập. Cùng một lúc ông loan báo ra khỏi đảng và từ bỏ chức vụ bộ trưởng. Sirisena cho là tổng thống hiện thời Mahinda Rajapaksa đang dẫn đất nước tới một thể chế độc tài. Sirisena cũng buộc tội ông ta theo đường lối Tư bản nhóm lợi ích, cho là Sri Lanka dưới chế độ Rajapaksa trở nên càng tham nhũng và không tôn trọng pháp luật. Sau khi Sirisena thắng cử tổng thống vào ngày 8 tháng 1 2015, ông loan báo, sẽ giới hạn lại quyền lực tổng thống so với quốc hội mà người đi trước đã mở rộng ra, sửa lại đường lối ngoại giao quá thiên Trung Quốc, cũng như xem xét những chương trình chung với nước này xem có bị tham nhũng lũng đoạn không.

## Gia đình
Sirisena không thố lộ nhiều về đời sống gia đình. Ông có vợ, có 2 người con gái và theo đạo phật.